# Seleção Sérvia de Polo Aquático Masculino
A Seleção Sérvia de Polo Aquático Masculino representa a Sérvia em competições internacionais de polo aquático.
A seleção é herdeira dos resultados das antigas Seleção Iugoslava de Polo Aquático Masculino e da Seleção Sérvia e Montenegro de Polo Aquático Masculino.

## Títulos
Medalhas da Sérvia e Montenegro e Sérvia estão juntas.
- Jogos Olímpicos (3): 2016, 2020 e 2024
- Campeonato Mundial (3): 2005, 2009 e 2015
- Liga Mundial de Polo Aquático (11): 2005, 2006, 2007, 2008, 2010, 2011, 2013, 2014, 2015, 2016 e 2017
- Campeonato Europeu (7): 2001, 2003, 2006, 2012, 2014, 2016 e 2018
- Jogos do Mediterrâneo (3): 1997, 2009 e 2016

## Ligações Externas
- Sitio Oficial (em sérvio)